# Veneranda fabbrica del Duomo di Milano
La veneranda fabbrica del Duomo du Milano (littéralement traduisible par Vénérable fabrique du Duomo de Milan) est une institution milanaise créée pour assurer la construction puis l'entretien de la cathédrale de Milan, couramment appelée Duomo (le Dôme).
Fondée en 1387 par Jean Galéas Visconti, gouverneur de Milan, la fabbrica est la version milanaise des opera del Duomo ou fabbriceria, institutions laïques chargées en Italie de superviser la création et la maintenance des lieux de culte et des biens ecclésiastiques.